# Municipio Píritu (Anzoátegui)
Píritu es uno de los 21 municipios que forman parte del Estado Anzoátegui, Venezuela. Está ubicado en el norte de dicho Estado, tiene una superficie de 225 km² y una población de 33 733 habitantes (2023). El Municipio Píritu está dividido en dos parroquias, Píritu y San Francisco. Su capital es la ciudad de Píritu.

## Historia
La historia de Píritu está estrechamente ligada a los pueblos indígenas que habitaron la región antes de la llegada de los conquistadores españoles.
El nombre Píritu proviene del idioma cumanagoto y significa palma pequeña. También era el nombre del pueblo originario que ocupaba la región en los inicios de la colonización. Según diversos estudios, el territorio que hoy conforma el municipio pertenecía a una agrupación indígena conocida como Curiana, la cual se extendía desde la desembocadura del río Unare hasta los acantilados de Pertigalete. Entre sus principales habitantes se encontraban las etnias Píritu, Chacopatas, Palenques y Cumanagotos, todas pertenecientes a la gran familia caribe.
En 1650, un grupo de monjes capuchinos procedentes de Cádiz, España, llegó accidentalmente a la región tras desviar su destino original, al encontrar la isla de Granada ocupada por los franceses. Luego de una breve estancia en Margarita y Cumaná, el gobernador Gregorio Castelar y Mantilla les asignó la misión de evangelizar a los pueblos indígenas mencionados. Fundaron los asentamientos de Píritu, San Salvador y San Miguel, aunque solo por dos años, pues fueron retirados por órdenes de sus superiores desde España.
Posteriormente, en 1656, llegaron 23 misioneros franciscanos observantes, encabezados por fray Juan de Mendoza, junto a los padres Lorenzo de Magallón y Antonio de Monegrillos. Ese mismo año se declaró oficialmente a Píritu como sede de las Misiones Observantes, que perdurarían por dos siglos y darían origen a gran parte de los pueblos del actual estado Anzoátegui.
En 1674 se inició la construcción de la Iglesia de Nuestra Señora de la Inmaculada Concepción, finalizada en 1745. El templo, declarado Patrimonio Histórico de la Nación, es considerado una joya arquitectónica, con cinco altares decorados con retablos dorados, cuya elaboración fue financiada por el rey Carlos I de España y los misioneros fundadores. Su diseño sigue el modelo gótico derivado de templos como el de La Asunción y el de Coro, y destaca por su sobria composición que propicia un ambiente propicio para la meditación religiosa. Cada 8 de diciembre, durante la festividad de la Inmaculada Concepción, el santuario recibe numerosos fieles.
Durante la Guerra de Independencia, Píritu fue escenario de combates significativos, como los ocurridos en 1816 y 1821, cuando fue tomada por fuerzas patriotas bajo el mando del coronel Hilario Torrealba y el teniente Braulio Fernández. Ambos son mencionados en el libro Memorias de un Soldado y en la película homónima dirigida por Caupolicán Ovalles. También fue escenario de combates durante la Guerra Federal, destacando el ocurrido el 20 de octubre de 1859, cuando fue ocupada por tropas dirigidas por Matías Alfaro, natural de Píritu.
En Píritu también nacieron figuras notables como el prócer civil Fernando Peñalver y el poeta, periodista y militar Tomás Ignacio Potentini. Asimismo, residió en la localidad el comandante realista Francisco Tomás Morales, quien regentaba una pulpería en el pueblo.
El 1 de marzo de 1948, Píritu fue designado capital de municipio, dentro de la división política territorial del momento. En 1987, logró el estatus de municipio autónomo, con las parroquias Píritu y San Francisco. Finalmente, el 17 de diciembre de 1991, obtuvo su autonomía definitiva, separándose del entonces municipio Fernando de Peñalver, para conformar el actual municipio Píritu.

## Geografía

### Organización parroquial
| Parroquia        | Superficie | Población   | Densidad       |
| ---------------- | ---------- | ----------- | -------------- |
| Píritu           | km²        | 22 219 hab. | hab./km²       |
| San Francisco    | km²        | 1029 hab.   | hab./km²       |
| Municipio Píritu | 225 km²    | 23 248 hab. | 124,8 hab./km² |

## Política y gobierno

### Alcaldes
| Período     | Alcalde             | Partido político / Alianza | % de votos | Notas |
| ----------- | ------------------- | -------------------------- | ---------- | --- |
| 1992- 1995  | Freddy Curupe       | COPEI                      | 37,35      | Primer alcalde bajo elecciones directas |
| 1995 - 2000 | Fabio Canache       | AD                         | 55,90      | Segundo alcalde bajo elecciones directas (se realizaron elecciones generales adelantadas en el 2000 debido a la aprobación de la Constitución de 1999) |
| 2000 - 2004 | Freddy Curupe       | LCR                        | 31,86      | Tercer alcalde bajo elecciones directas |
| 2004 - 2008 | Freddy Curupe       | LCR                        | 39,20      | Reelecto |
| 2008 - 2013 | Rita Jiménez        | PSUV                       | 46,68      | Cuarta alcalde bajo elecciones directas (se postergan 1 año las elecciones municipales pautadas para finales del 2012)                                 |
| 2013 - 2017 | Fabio Canache       | VP MUD                     | 55,01      | Quinto alcalde bajo elecciones directas |
| 2017 - 2021 | Williams Petit      | PSUV                       | 66,35      | Sexto alcalde bajo elecciones directas |
| 2021 - 2025 | Jesús Méndez        | COPEI                      | 44,76      | Séptimo alcalde bajo elecciones directas |
| 2025 - 2029 | Lucía Cordova Zerpa | PSUV                       | --         | Octavo alcalde bajo elecciones directas |

### Concejo municipal
Período 1992-1995
| Concejales:       | Partido político / Alianza |
| ----------------- | -------------------------- |
| Adegnis Méndez    | COPEI                      |
| Carlos Rolingson  | COPEI                      |
| Carlos Bericote   | COPEI                      |
| Aida Maraima      | AD                         |
| Juana de Castillo | ORA                        |

Período 1995-2000
| Concejales:     | Partido político / Alianza |
| --------------- | -------------------------- |
| Mirna Ramírez   | AD                         |
| Pedro Cirilo    | AD                         |
| Aida Maraima    | AD                         |
| Yarisma Díaz    | COPEI                      |
| Ventura Álvarez | CONVERGENCIA               |

Período 2000-2005
| Concejales:         | Partido político / Alianza |
| ------------------- | -------------------------- |
| José Flores         | LCR                        |
| Enrique Castro      | LCR                        |
| Ricardo Rojas       | LCR                        |
| Yarisma Díaz        | COPEI                      |
| Franklin Méndez     | COPEI                      |
| José Raúl Brasicott | MAS                        |
| Franklin Martí      | MVR                        |

Período 2005-2013
| Concejales:     | Partido político / Alianza |
| --------------- | -------------------------- |
| José Rodríguez  | LCR                        |
| José Romero     | LCR                        |
| Nerys González  | LCR                        |
| Jesús Díaz      | COPEI                      |
| Franklin Méndez | COPEI                      |
| Yarisma Díaz    | COPEI                      |
| Rita Jiménez    | MVR                        |

Período 2013-2018
| Concejales          | Partido político / Alianza |
| ------------------- | -------------------------- |
| Franklin Méndez     | MUD                        |
| Gabriel Cirilo      | MUD                        |
| José Raúl Brasicott | MUD                        |
| Mirna Ramírez       | MUD                        |
| Norma Mongua        | MUD                        |
| César Ortiz         | PSUV                       |
| Rafael Tobias       | (Representación Indígena)  |

Período 2018-2021
| Concejales         | Partido político / Alianza |
| ------------------ | -------------------------- |
| Marleny Piña       | PSUV                       |
| Seleika Guaimacuto | PSUV                       |
| Luis Rodríguez     | PSUV                       |
| Diógenes Herrera   | PSUV                       |
| María Reyes        | PSUV                       |
| Rafael Chique      | PSUV                       |
| Marvin Méndez      | (Representación Indígena)  |

Período 2021-2025
| Concejales:        | Partido político / Alianza |
| ------------------ | -------------------------- |
| Andreina Quereigua | COPEI                      |
| Deneb Brasicott    | COPEI                      |
| Paz Diaz           | COPEI                      |
| Edgar Canache      | COPEI                      |
| Mariely Piña       | PSUV                       |
| Drawins Rojas      | PPT                        |
| Yenni Méndez       | (Representación Indígena)  |